# Chronon
Chronon là một lượng tử thời gian được đề xuất, nghĩa là một "đơn vị" thời gian rời rạc và không thể chia cắt như một phần của một giả thuyết cho rằng thời gian không liên tục.

## Công trình ban đầu
Mặc dù thời gian là một đại lượng liên tục trong cả cơ học lượng tử tiêu chuẩn và thuyết tương đối rộng, nhiều nhà vật lý cho rằng một mô hình thời gian rời rạc có thể hoạt động, đặc biệt là khi xem xét sự kết hợp giữa cơ học lượng tử với thuyết tương đối rộng để tạo ra một lý thuyết về hấp dẫn lượng tử. Thuật ngữ này được giới thiệu theo Robert Lévi vào năm 1927. Một lý thuyết lượng tử trong đó thời gian là một biến lượng tử có phổ rời rạc tuy nhiên phù hợp với thuyết tương đối hẹp, đã được Chen Ning Yang đề xuất vào năm 1947. Henry Margenau vào năm 1950 cho rằng đồng hồ bấm giờ có thể là thời gian để ánh sáng truyền đi bán kính cổ điển của một electron.

## Công trình Caldirola
Một mô hình nổi bật đã được Piero Caldirola giới thiệu vào năm 1980. Trong mô hình của Caldirola, một chronon tương ứng với khoảng 6.27×10−24
 giây cho một electron. Thời gian này dài hơn nhiều so với thời gian Planck, chỉ khoảng 5.39×10−44
 giây Thời gian Planck là giới hạn thấp hơn về mặt lý thuyết về độ dài thời gian có thể tồn tại giữa hai sự kiện được kết nối, nhưng bản thân nó không phải là lượng tử hóa vì không có yêu cầu rằng thời gian giữa hai sự kiện phải được phân tách bằng một số lần Planck riêng biệt. Ví dụ: mỗi cặp sự kiện (A, B) và (B, C) được sắp xếp có thể cách nhau hơn 1 Planck một chút: điều này sẽ tạo ra giới hạn đo là 1 thời gian Planck giữa A và B hoặc B và C, nhưng giới hạn 3 lần Planck giữa A và C.   Ngoài ra, thời gian Planck là một lượng tử hóa phổ biến của thời gian, trong khi chronon là một lượng tử hóa của sự tiến hóa trong một hệ thống dọc theo thế giới của nó. Do đó, giá trị của chronon, giống như các vật quan sát được lượng tử hóa khác trong cơ học lượng tử, là một chức năng của hệ thống đang được xem xét, đặc biệt là các điều kiện biên của nó. Giá trị cho đồng hồ bấm giờ, θ0, được tính từ:
{\displaystyle \theta _{0}={\frac {1}{6\pi \epsilon _{0}}}{\frac {e^{2}}{m_{0}c^{3}}}\ }
Từ công thức này, có thể thấy rằng bản chất của chất điểm chuyển động đang được xem xét phải được chỉ định do giá trị của chronon phụ thuộc vào điện tích và khối lượng của chất điểm.
Caldirola tuyên bố chronon có ý nghĩa quan trọng đối với cơ học lượng tử, đặc biệt là nó cho phép trả lời rõ ràng cho câu hỏi liệu hạt tích điện rơi tự do có phát ra bức xạ hay không. Mô hình này được cho là tránh được những khó khăn mà Abraham-Lorentz gặp phải và các phương pháp của Dirac cho vấn đề, và cho ta một giải thích tự nhiên về sự trang trí lượng tử.